# Osborne Vixen

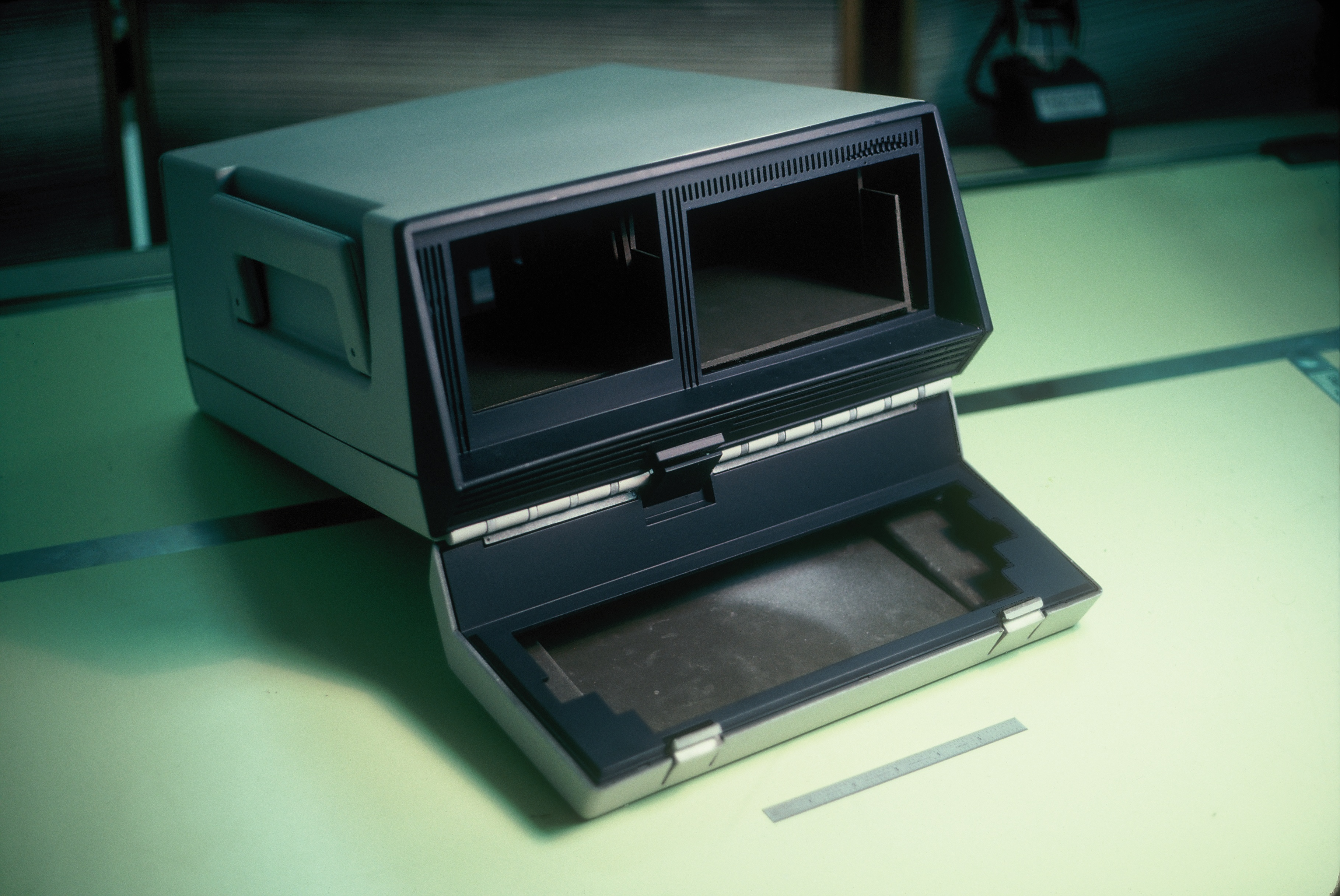
Carcasa del Osborne Vixen

El Osborne Vixen era un ordenador portátil "transportable" anunciado por Osborne Computer Corporation en noviembre de 1984, como continuación de sus sistemas Osborne 1 y Osborne Executive.
El Vixen usaba un procesador Zilog Z80 a 4 MHz, con 64 KB de memoria de acceso aleatorio dinámica (DRAM). Tenía un monitor monocromo ámbar integrado de 7 pulgadas CRT que podría mostrar 24 líneas por 80 columnas de memoria de video mapeados. Incluía dos unidades de disquetes de 5'25" de doble cara, doble densidad de 400 KB de capacidad. Como transportable pesaba poco más de 8 kg. Se anunciaba que podría caber bajo el asiento en un avión, con dimensiones de 125⁄8 por 161⁄4 por 61⁄4 pulgadas (321 por 413 por 159 mm).
Cuándo  se lanzó, el Vixen tuvo un precio minorista de 1298 $ USA. Los clientes también tuvieron la opción de adquirir un disco duro externo de 10 Mb por 1498 $ USA adicionales.
El Vixen utilizaba la versión 2.2 del sistema operativo CP/M. Se vendía con un conjunto de paquetes de software incluido: WordStar, el popular paquete de procesamiento de texto; SuperCalc, una hoja de cálculo; El lenguaje de programación MBASIC de Microsoft; el programa de gráficos y dibujo Osboard; TurnKey, una utilidad del sistema; MediaMaster, un programa de intercambio de datos que ofrecía compatibilidad con "más de 200 ordenadores"; y Desolation, un juego de aventuras conversacional.
Una versión más temprana, también llamada Vixen, fue desarrollada justo antes de la bancarrota de Osborne, pero por problemas técnicos y económicos nunca se liberó. Era una versión del Osborne Executive más pequeña de tamaño y con el teclado con bisagra en lugar de extraíble, de la que solo se conservan algunos prototipos.
El Vixen fue también conocido como el Osborne 4 o el OCC 4 (Osborne Computer Corporation 4). Estuvo en desarrollado y liberado tras la recuperación momentánea de la bancarrota de la empresa Osborne, pero en el momento en que fue introducido, el CP/M estaba obsoleto por PC de IBM y los sistemas MS-DOS compatibles. Un último esfuerzo para  diseñar y lanzar un modelo plenamente compatible con el IBM PC produjo tres prototipos, pero demasiado tarde para salvar a la compañía del cierre final.

## Software
| Nombre de programa | Versión | Publicado por          | Tipo de programa |
| ------------------ | ------- | ---------------------- | ---------------- |
| Desolación         |         |                        | Juego            |
| Osboard Software   |         |                        | Gráfico          |
| Wordstar           | 3.3     | MicroPro Internacional | Aplicación       |
| Supercalc          | 2       | Sorcim                 | Aplicación       |
| MBASIC             |         | Microsoft              | Aplicación       |